# Live Live in Paris
Live Live in Paris är ett livealbum av den svenska rockgruppen Backyard Babies, utgivet 2005 på BMG Sweden. Det spelades in 6 maj 2004 på La Maroquinerie i Paris.

## Låtlista
1. "L'Intro" - 0:30
2. "Look at You" - 2:51
3. "Earn the Crown" - 3:53
4. "Payback" - 3:44
5. "Heaven 2. 9" - 3:20
6. "Powderhead" - 3:44
7. "A Song for the Outcast" - 3:51
8. "The Clash" - 3:25
9. "One Sound" - 3:33
10. "Made Me Madman" - 2:35
11. "U.F.O. Romeo" - 3:31
12. "Year by Year" - 4:18
13. "Highlights" - 4:37
14. "Star War" - 3:23
15. "Brand New Hate" - 4:05
16. "Minus Celsius" - 4:50